# Rete tranviaria di Barcellona
La rete tranviaria di Barcellona è l'insieme delle linee tranviarie che servono la città spagnola di Barcellona e alcune località limitrofe.
Essa si compone di due sottoreti separate, denominate Trambaix e Trambesòs. Ad esse si aggiunge la cosiddetta Tramvia Blau, una breve linea turistica esercita con vetture storiche.

## Storia
Le prime tratte della rete entrarono in servizio nel 2004; negli anni successivi, fino al 2008, furono attivate alcune estensioni.

## Rete
La rete si compone di 7 linee, per una lunghezza complessiva di 29,7 km. Di questi, 14,8 km compongono la rete Trambaix, 14,6 km la rete Trambesòs e 1,1 km la Tramvia Blau.
Elenco delle linee Trambaix:
- T1 Francesc Macià - Bon Viatge
- T2 Francesc Macià - Llevant-Les planes
- T3 Francesc Macià - Sant Feliu/Consell Comarcal

Elenco delle linee Trambesòs:
- T4 Verdaguer - Estació de Sant Adrià
- T5 Ciutadella/Vila Olímpica - Gorg
- T6 Ciutadella/Vila Olímpica - Estació de Sant Adrià

Tramvia Blau:
- TB Avinguda Tibadabo - Funicolar de Tibidabo